# Harald von Loudon
Pour les articles homonymes, voir Loudon.
Harald, Freiherr von Loudon (né le 11 avril 1876 dans le gouvernement de Livonie et mort le 1er janvier 1959 à Berlin) est un ornithologue russe puis allemand qui participa à une expédition de Nikolaï Alexeïevitch Zaroudny en Perse.